# Barrio Colón (Panamá Oeste)
Barrio Colón es un corregimiento del distrito de La Chorrera en la provincia de Panamá Oeste, República de Panamá. La localidad tiene 39 273 (2023).
El corregimiento fue creado el 14 de noviembre de 1909 con el nombre de Oriente, formado entonces por las calles Rosario, Bolívar, San Francisco, Santa Rita, El Carmen, San José, Vía el Cementerio, El Calvario y las nuevas calles San Antonio y Colón. En 1927 el alcalde Baldomero González con su secretario Saturnino Ortega, mediante el acuerdo Nº 10 del 2 de junio de ese año le asigna el nombre de Colón; si bien el acuerdo no explica a quien se debe el nuevo nombre, es de suponer que ellos tomaron el nombre de Cristóbal Colón. El corregimiento limita al norte con los corregimientos de El Arado y Herrera, al sur con el corregimiento de Puerto Caimito, al este con el distrito de Arraiján y al oeste con el corregimiento de Barrio Balboa.